# Zagrodnica (gmina)
Zagrodnica (od 1870 Izbica (Kujawska)) – dawna gmina wiejska istniejąca do 1870 roku w guberni kaliskiej. Siedzibą władz gminy była Zagrodnica (obecnie dzielnica Izbicy Kujawskiej).
Za Królestwa Polskiego gmina Zagrodnica należała do powiatu kolskiego w guberni kaliskiej. 31 maja 1870 do gminy przyłączono pozbawioną praw miejskich Izbicę, po czym gminę przemianowano na Izbica.